# Josep Maria Oriol i Murt
Josep Maria Oriol i Murt (Igualada, 8 d'octubre del 1919 - 8 de maig del 1996) va ser un músic i compositor igualadí.

## Biografia
Havia tocat la tenora en la "cobla Triomfal"; era, a més, instrumentista de piano i flauta. Va ser director del conservatori de l'Ateneu Igualadí del 1963 al 1983 quan, per greu malaltia, l'hagué de substituir el seu fill, el també músic Josep Maria Oriol i Llanas. Va dirigir la Coral Mixta d'Igualada. També dirigí la Banda de Música d'Igualada (1960 - 1989).

## Obres
(la majoria, escrites per a conjunt musical o petita orquestra)
| - A tientas, fox-swing (1951) - Abstracto, fox-swing (1960) - Acuarela sevillana, mambo-fox con solo de saxofon alto (1961) - Al caminar, slow-rock (1961) - Al compás de la yenka (1965) - Alegre polca, con solo de trompeta (1960) - Amor, dime por qué, calypso-rock (1963) - Anunciació, peça per als Pastorets de l'Ateneu Igualadí - Autopista, mambo (1964) - Azafata, fox-swing (1963) - Bachiller, fox-swing (1959) - Baila el calypso (1960) - Bailar los dos, fox-swing (1956) - Bebida fuerte, fox-swing (1965) - Bim, bam, rock (1961) - Blanca Subur, cha-cha-cha (1969) - Bobalicón, foxtrot (1961) - Boga-boga, fox rumba (1953) - Brumas, fox-trot (1966) - Café con leche, cha-cha-cha (1970) - Camelos, pasodoble (1964) - Canon swing, fox trot (1965) - Cápita, mambo (1978) - Carabel rock (1965) - Chaquetilla swing (1964) - Chauen, mambo guaracha (1960) - Chica twist (1963) - Clementina, marchiña (1958) - Club de noche, fox trot (1968) - Cobalto, forx trot (1959) - Como el mar gris, fox canción (1952) - Condesa Lucena, pasodoble (1960) - Cumbiando (1966) - Discoteca gris, beat (1973) - Dislocante, mambo (1963) - Divagando, foxtrot (1965) - Ébano twist (1964) - Entre tu y yo = Entre toi et moi, fox (1958) - Fado al Duero (1962) - Fanatismo, foxtrot (1961) - Fantasmal, fox-swing (1964) - Fetiche, fox rock (1960) - Fiesta en España, pasodoble (1976) - Filomena, vals-jota (1963) - Filosófico, mambo (1960) - Gitano, madison (1963) - Guarachera, guaracha (1978) - Habanera (1979) - Hasta la vista, marcha fox (1962) - Himne del C.F.Igualada (1961), amb lletra de Manuel Mateu (substituït el 1985) - Hispanic surf (1967) | - Hoy las chicas son así, polca-fox (1954), lletra de T.Mellán - Impacto, hully-gully (1965) - Kadina, guarachá mambo (1963) - El leré, rumba flamenca (1975) - Leyenda negra, afro-cubano (1974) - Linda Mallorca, slow rock (1965) - Llegó la cumbia (1966) - Maja española, pasodoble (1976) - Maja pinturera, pasodoble (1960) - Mambo carnaval (1959) - Mambo del candil (1959) - Marengo, bossa nova (1973) - Martinica, guaracha (1962) - Merengue sabrosón (1965) - Nardo andaluz, pasodoble (1968) - No me casaré, foxtrot (1963) - No te merezco, bolero (1948) - Nocturno cañí, mambo (1962) - Nupcial mambo (1960) - Olé, ya, rumba (1974) - Olimpiada, mambo (1969) - Pasos distantes, fox swing (1961) - Péndulo (1976) - La puerta bierta, cumbia (1971) - ¡Qué chica! (ca 1950) - Que llueva, foxtrot (1961), cançó presentada a la selecció prèvia per representar Espanya al Festival d'Eurovisió del 1962 - ¡Qué mundo!, cha-cha-cha (1961) - Quebrado (1962) - Recluta-rock (1960) - Rio Genil, bolero (1959) - Rock del gato (1971) - Rock 76 (1976) - Rosa mejicana, ranchera (1963) - Rumba va (1976) - Semáforo, twist (1963) - Señor Madison (1963) - Siflant bayon (1983), per a piano i orquestra - Sinopsis, rock (1961) - Solfeo-Swing, foxtrot (1953) - Soto voce, foxtrot (1962) - Swing feliz (1958) - El suburbi (1967), cançó presentada al X Festival de la Cançó Mediterrània - Suena el mariachi, ranchera vals (1963) - Symposium, mambo (1970) - Tema en Si, fox swing (1967) - Tifón, mambo (1961) - Tipycal beat (1975) - Tópico, hully-gully (1965) - Venga twist (1962) - Viene el mambo (1975) - Ya llegó, rumba (1978) |

### Sardanes
- A en Josep Maria (1965)
- A la Maria Carme (1965)
- Aires d'Igualada (1967), enregistrada per la Cobla Nocturna en el DC Aires d'Igualada (Sabadell: Careli, 1997 ref. EN 045 CD)
- Igualada, vila claveriana
- Matí de festa (1947)
- Matí de setembre
- La nostra diada
- Olotins a Cabrera
- Quan penso en tu
- La sardana dels ocells
- Tres Tombs

## Josep Maria Oriol i Llanas
El seu fill Josep Maria (Igualada, 17 de setembre del 1947) és músic, compositor i instrumentista de piano, orgue i flauta travessera, instrument aquest que ensenya a l'Escola Municipal de Música d'Igualada. Porta la direcció musical d'Els Pastorets de l'Ateneu i fa classes de música al col·legi de secundària Monalco. El 1989-1990 dirigia la Banda Municipal d'Igualada.
Compongué una sardana, Colla Primavera, enregistrada per la Cobla Nocturna en el DC Aires d'Igualada (Sabadell: Careli, 1997 ref. EN 045 CD)